# Adams (Massachusetts)
Adams je město v okrese Berkshire County ve státě Massachusetts ve Spojených státech amerických. Je součástí metropolitní statistické oblasti Pittsfield. V roce 2020 zde žilo 8 166 obyvatel a s celkovou rozlohou 59,5 km² byla hustota zalidnění 137,2 obyvatel na km². Je pojmenováno po státníkovi, filozofovi a Otci zakladateli Samuelu Adamsovi (1722–1803).

## Osobnosti města
- Susan B. Anthonyová (1820–1906), sociální reformátorka a bojovnice za práva žen